# Lettera di Mar Saba

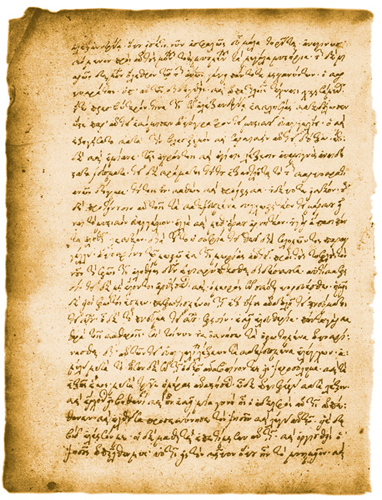
Lettera di Mar Saba

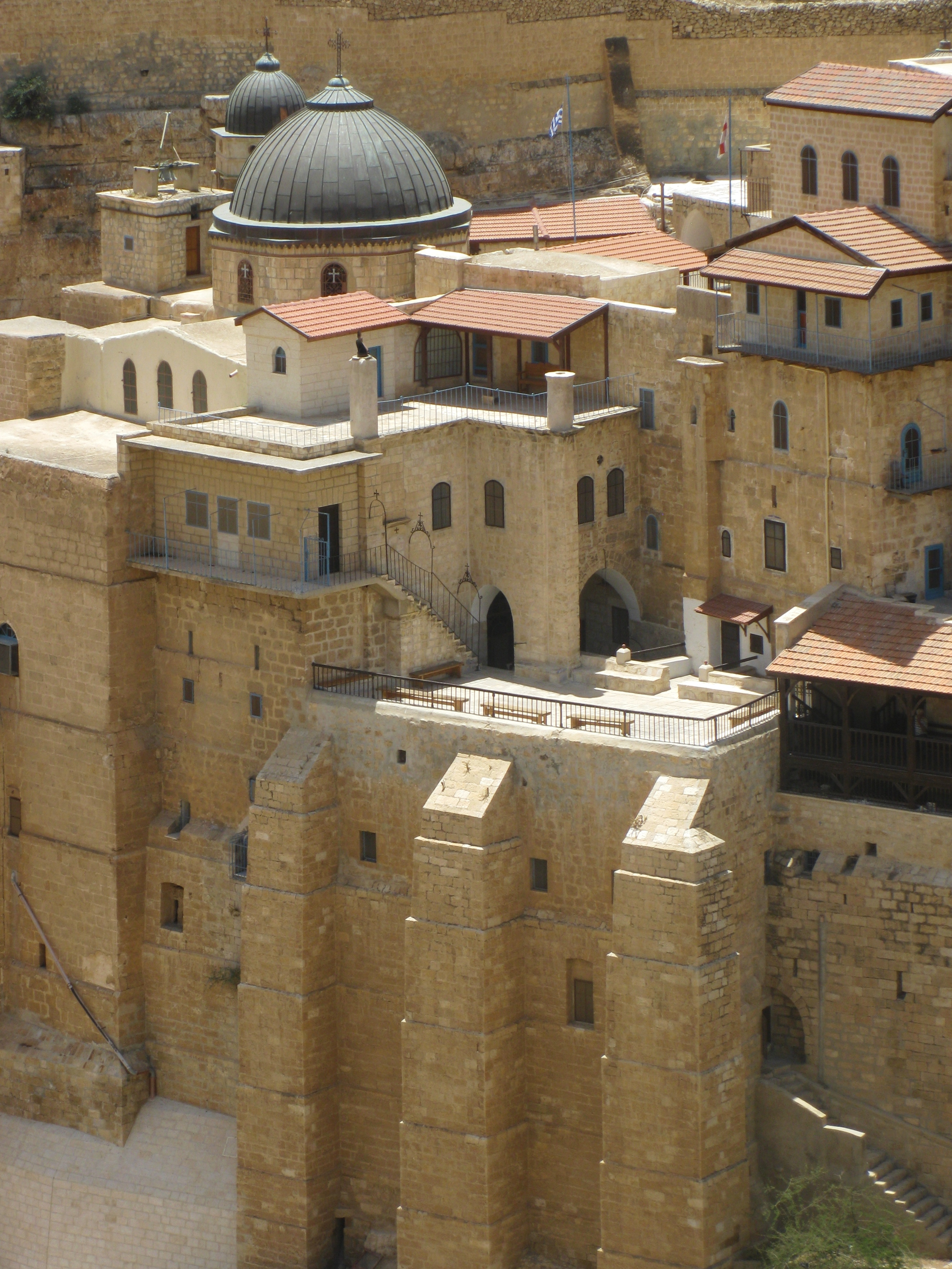
Monastero Mar Saba

La lettera di Mar Saba è un documento greco che nel 1973 lo studioso Morton Smith riferì di aver scoperto nella biblioteca del monastero Mar Saba nel 1958. Il documento è andato perduto e ora sopravvive solo in due serie di fotografie. Il testo afferma di essere un'epistola di Clemente Alessandrino e contiene gli unici riferimenti conosciuti a un Vangelo segreto di Marco.

## Scoperta e scomparsa
Nel 1973 Morton Smith pubblicò un libro in cui raccontava che, mentre stava catalogando alcuni documenti presso l'antico monastero Mar Saba nell'estate del 1958, aveva scoperto una lettera scritta a mano nei risguardi dell'edizione stampata del 1646 di Isaac Vossius delle opere di Ignazio di Antiochia: la lettera, precedentemente sconosciuta, era opera di Clemente Alessandrino, un importante teologo del II secolo, e di conseguenza è indicata come la Lettera di Mar Saba di Clemente Alessandrino. Smith pubblicò anche un secondo libro, destinato a un pubblico non esperto, nel 1974. I libri di Smith riproducevano fotografie in bianco e nero che egli dichiarava di aver scattato al momento della scoperta.
Nel 1976 un gruppo di quattro studiosi visitò il monastero Mar Saba e visionò il manoscritto; questa visita è rimasta sconosciuta fino al 2003, quando un membro del gruppo, G.A.G. Stroumsa, ne ha pubblicato un resoconto.
Nel 1977 il volume contenente il manoscritto fu portato nella biblioteca del Patriarcato greco-ortodosso a Gerusalemme. Nello stesso anno le pagine del manoscritto furono rimosse dal volume rilegato dal bibliotecario Kallistos Dourvas, per essere fotografate e conservate separatamente; queste fotografie furono pubblicate nel 2000. I successivi tentativi da parte degli studiosi di visionare il manoscritto non hanno avuto successo. I paleografi, lavorando dalle fotografie di Smith, hanno assegnato date dalla fine del XVII all'inizio del XIX secolo.

## Testo
La lettera, indirizzata a un certo Teodoro, discute un certo Vangelo segreto di Marco e cita due estratti da questo vangelo, uno dei quali menziona «il mistero del regno di Dio». Clemente inizia lodando le azioni di Teodoro contro i Carpocraziani. Si dedica poi alle domande poste da Teodoro riguardo al Vangelo secondo Marco, in particolare riguardo ad una variante segreta di cui i Carpocraziani affermano di essere in possesso. Clemente ammette di conoscere una seconda versione segreta o mistica del vangelo, scritta da Marco per «coloro che sono stati perfezionati»; tuttavia afferma che la versione promossa dai Carpocraziani non ne è una rappresentazione accurata, in quanto essi hanno corrotto l'originale con le loro false aggiunte. Per illustrare ciò, fornisce due estratti apparentemente autentici del vangelo. La lettera si interrompe bruscamente mentre Clemente inizia a spiegare i passaggi.

## Polemiche sull'autenticità
Gli studiosi Philip Jenkins e Robert M. Price hanno notato parallelismi tra il Vangelo segreto di Marco e un romanzo di James Hunter pubblicato nel 1940 dal titolo Il mistero di Mar Saba. Nel 1980 la lettera di Mar Saba è stata inclusa nella revisione dell'edizione standard delle opere di Clemente d'Alessandria.
Tuttavia, sono stati espressi dubbi sulla sua autenticità. In una recensione del 1975 del libro di Smith, Quentin Quesnell sollevò dubbi sul manoscritto originale e suggerì che si trattasse di un falso eseguito tra il 1936 e il 1958. Sebbene Quesnell non abbia specificamente accusato Smith, dal punto di vista di Charles W. Hedrick ha «ampiamente suggerito» che Smith fosse l'autore del falso. Quando Quesnell scrisse ciò, nessuno studioso oltre a Smith aveva riferito di aver visto il manoscritto.
Nel 2005 Stephen Carlson pubblicò Gospel Hoax: Morton Smith's Invention of Secret Mark, che asseriva anche che il manoscritto era uno scherzo. A questo punto la conferma indipendente dell'esistenza e dell'aspetto del manoscritto era stata fornita da Hedrick e altri; Carlson sostenne che Smith stesso aveva scritto il testo nel libro.
All'inizio dello stesso anno, Scott Brown pubblicò Mark's Other Gospel: Rethinking Morton Smith's Controversial Discovery, in cui scrive che Vangelo segreto di Marco è una composizione autentica dell'evangelista.
Molti studiosi che accettano la lettera come copia di un antico manoscritto ritengono che non sia opera del Clemente storico. Sembra che ci sia stato un altro pseudo-Clemente, che è stato menzionato nel Decretum Gelasianum come «l'altro Clemente di Alessandria». L'elemento centrale dell'iniziazione e del progresso verso «il santuario più intimo di quella verità nascosta da sette veli» è frequente negli scritti gnostici e alle religioni misteriche del periodo. Anche così, Clemente credeva che il cristianesimo fosse il puro rappresentante dei veri misteri di Dio che altri avevano rubato e corrotto:
(Clemente, Esortazione ai pagani, xii)
Se il documento sia un falso o meno e, in tal caso, chi potrebbe essere il falsario rimane una questione irrisolta.